# Colossos d'Akhenaton de Karnak

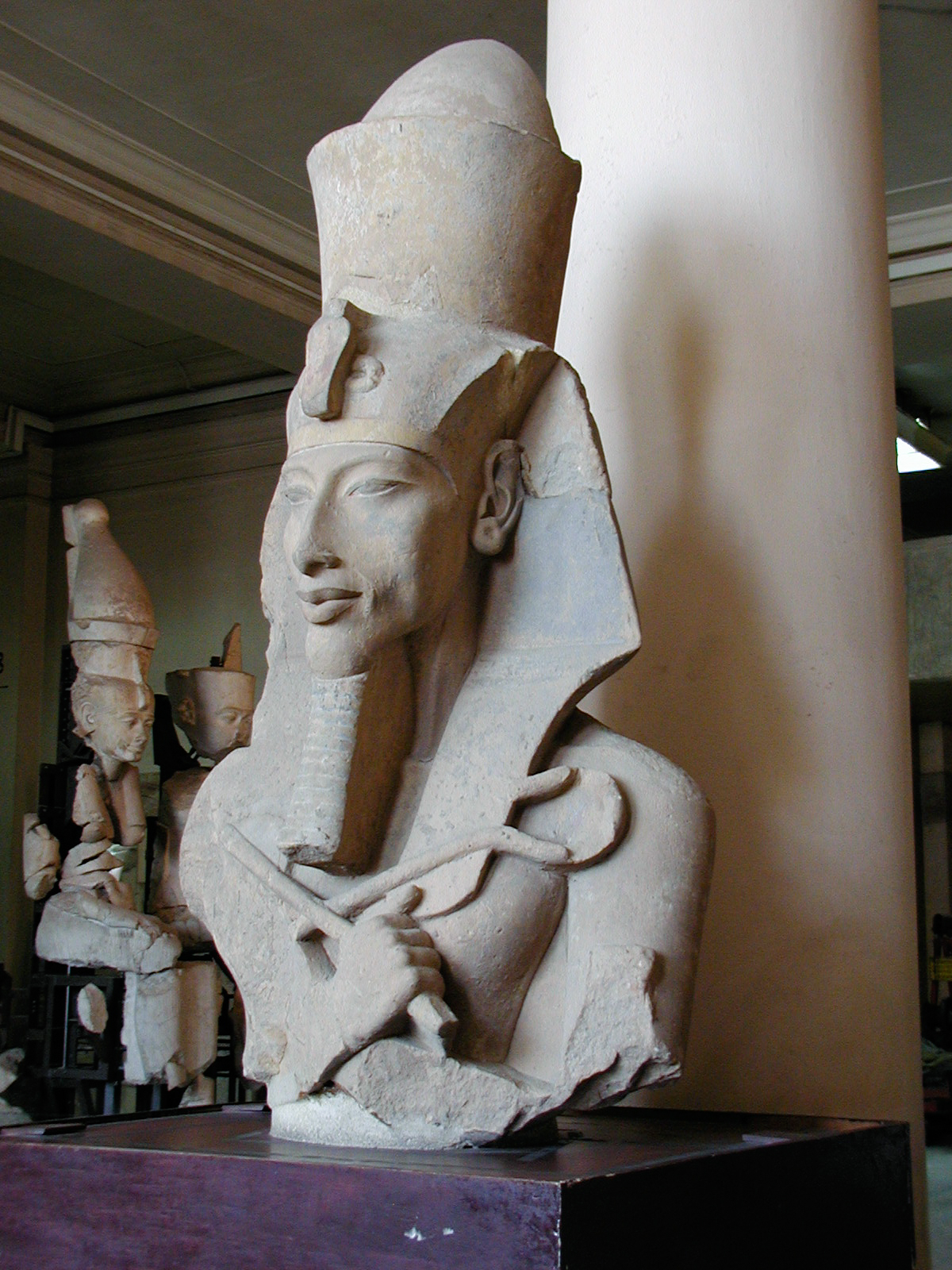
Una de les estàtues, amb la doble corona, ureu, falsa barba i mocador nemes

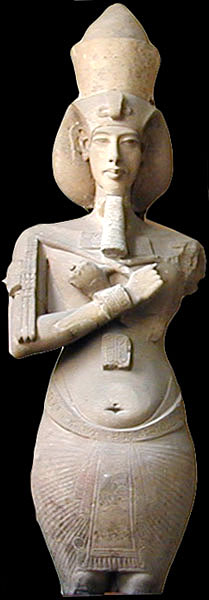
Una de les estàtues, amb la doble corona, ureu, falsa barba i mocador khat

Les estàtues colossals d'Akhenaton de Karnak mostren el faraó de la Dinastia XVIII, Akhenaton (també conegut com Amenofis IV o Amenhotep IV), en una representació distorsionada de la forma humana. Les escultures es van tallar a inicis del seu regnat, que durà del 1353 al 1336 abans de la nostra era aprox. Una excavació, començada per Henri Chevrier el 1925, va descobrir vint-i-cinc fragments de colossos trencats a la zona est de Karnak a Tebes, els quals es troben al Museu d'Antiguitats Egípcies del Caire, Egipte.

## Descripció
Els estudiosos divideixen les estàtues en tres categories tot basant-se en la grandària, la més gran de les quals tenia 12,75 m d'alçada i la més menuda, 8,55 m. Són colossos osiríacs, amb què els sobirans de l'Imperi Nou es representaven a les sales hipòstiles dels temples funeraris i s'identificaven amb Osiris, tot i que en aquest cas l'única cosa que el recorda són els braços plegats sostenint el ceptre i el fuet. El faraó apareix amb un físic distorsionat no present en cap altre lloc ni obra d'art de l'antic Egipte: amb un ventre i malucs prominents, braços i cames prims, i característiques facials exagerades, amb un rostre allargat, ulls ametlats, nas llarg i estret, barbeta pronunciada i llavis grossos. Una escultura en particular ha estat tema de molt de debat perquè representa el rei aparentment nu i mancat de genitals. Hi ha distintes teories sobre la destrucció de les estàtues, una de les quals suggereix que el seu corregent, Amenofis III, ordenà destruir-les i soterrar-les. Una segona teoria planteja que fou el mateix Akhenaton qui ho ordenà quan va canviar de plans sobre el Temple d'Aten de Karnak.

## Descobriment
Els Colossos d'Akhenaton es van descobrir casualment el 1925 mentre es cavava una rasa de drenatge a l'est de la paret del recinte del Gran Temple d'Amon.(2) Les estàtues de gres estaven inscrites amb el nom d'Amenhotep IV, i es van trobar caigudes en terra. Henri Chevrier, l'inspector en cap d'Antiguitats de Karnak, s'hi interessà i es va passar els següents vint-i-cinc anys excavant periòdicament el jaciment amb l'esperança de trobar-ne més. Malauradament, les úniques coses que hi va descobrir Chevrier foren els fonaments d'una paret en angle sud-oest i vint-i-vuit bases de pedra, segurament els pedestals de les escultures caigudes.

## Importància en l'art egipci
Tradicionalment, els faraons eren representats idealitzats en l'art egipci, impassibles i forts. La desviació de les normes culturals present en els Colossos d'Akhenaton, per tant, provocà molts debats entre els estudiosos. Cap artista hauria produït voluntàriament una imatge tan poc afavoridora del rei sense que l'hagués encarregat el mateix faraó. Alguns experts caracteritzen l'estil d'art durant el regnat d'Akhenaton com a "expressionista" i evidencien la relació entre el cànon artístic distorsionat dels colossos i altre art al-amarnià i la revolució religiosa de l'època, instaurada per Akhenaton.(2) Cal, però, destacar que malgrat que el faraó i altres membres de la família reial són descrits d'aquesta manera poc ortodoxa, tals distorsions no es van veure durant tot el període, perquè en foren més exagerades al principi i se suavitzaren a poc a poc a mesura que el regnat avançava, la qual cosa és molt útil per a la datació.

## Teories
El misteri de les estàtues colossals d'Akhenaton de Karnak originà moltes interpretacions. Una teoria sobre el propòsit de les estàtues afirmava que el faraó volia separar-se de les persones normals i unir-se només amb la divinitat i la família reial.(4)
Una altra teoria proposava que Akhenaton apareixia així perquè sofria una malaltia que causava desfiguracions. Alguns patòlegs van estudiar les anormalitats físiques de les figures. Un dels primers diagnòstics resultants deia que Akhenaton deuria patir un desordre del sistema endocrí denominat síndrome de Froehlich.(2) Aquesta teoria, però, va ser refutada perquè la majoria dels que la sofreixen són mentalment discapacitats i estèrils, símptomes que no apareixen en ell. Una altra teoria n'és que patiria un desordre genètic estrany conegut com a síndrome de Marfan. Tals especulacions s'aturaren al 2010 gràcies a l'anàlisi d'ADN de les restes del faraó de la tomba KV55 de la Vall dels Reis, que descartava qualsevol desordre genètic o físic, i confirmava que les representacions inusuals d'aquest període eren només una convenció artística, que donava a les figures humanes trets del déu Aten, que com a dador de vida era imaginat androgin, amb trets femenins i masculins.
La raresa de l'escultura del rei sense genitals deu simbolitzar la naturalesa asexual del déu sol egipci, que s'autofecundà per a crear l'univers.(2) L'historiador K. R. Harris, però, explica que almenys alguns colossos, i aquest en particular, no representen pas Akhenaton, sinó a Nefertiti, amb el característic vestit llarg, cenyit, i de lli transparent, el qual és indetectable moltes vegades tret per la línia del baix als turmells, i a la figura li falten els peus. Altres reines en la història egípcia han estat descrites simbòlicament amb característiques masculines, com ara Hatshepsut, per tant aquest argument no és pas estrany. Harris suggerí també que els colossos podrien ser personificacions de deïtats, com ara Aten, Shu, o Atum.(4)